# Pont-sur-Yonne
Pont-sur-Yonne – miejscowość i gmina we Francji, w regionie Burgundia-Franche-Comté, w departamencie Yonne.
Według danych na rok 1990 gminę zamieszkiwały 3212 osoby, a gęstość zaludnienia wynosiła 231 osób/km² (wśród 2044 gmin Burgundii Pont-sur-Yonne plasuje się na 63. miejscu pod względem liczby ludności, natomiast pod względem powierzchni na miejscu 696.).